# 想いはいつも線香花火
『想いはいつも線香花火』（おもいはいつもせんこうはなび）は、一色銀河による日本のライトノベル。イラストはゆい。電撃文庫（メディアワークス）より2004年10月から2006年11月まで全4巻が刊行された。

## あらすじ
炎術使いの最高峰・御火速霊（みかはやひ）流の宗家出身であるにもかかわらず、炎術がまるで使えない美ヶ速優夜は基礎から炎術を学ぶために御火布津（みかふつ）流の使い手である高倉家に居候することになる。高倉家で優夜を待ち受けていたのは長女・彩雲と双子の美空・美風の美人三姉妹。しかし、彩雲は「修行」と称して優夜を朝から晩までしごき、三女・美風にも変態呼ばわりされる始末。そんな状況の中、一人だけ友好的な次女・美空に励まされながら優夜はハーレム状態を妄想しつつ日々を過ごす。

## 登場人物
美ヶ速 優夜（みかはや ゆうや）
主人公。空木谷（そらきだに）高校2年F組。御火速霊流の三男にもかかわらず炎術が全く使えないため、実家の日取の里を追い出され、御火布津流の使い手である高倉家に居候で修行することになる。普段は彩雲から理不尽にしごかれ、美風からは変態扱いされるなど幸の少ない日々を過しながら、ハーレムエンドを夢見ている。美風が怒りだすだけの罪状は十分で、自身でも自分の頭のなかにピンク色の面積が多すぎることを嘆くこともあった（ふだんはとくに気にしていない）。炎術が使えないため、御火速霊の術者が一般にもっている傲慢さとは無縁で、性格も悪いわけではない。かつて日取の里で苛められている女の子を助けられなかったことなどから、強くなることへの努力は人一倍。
修行の末、炎術もわずかに使えるようにはなるが、得意なのは格闘戦で、獲物をもったヤクザ数人程度では相手にならない。得意技はふたつの手裏剣に糸を結びつけて自在に操る『双蛇』。小遣い月額3,000円という悲劇的な経済状況にある。いつか父や兄ふたりを暗殺してやろうと企んでいる。
高倉 彩雲（たかくら あやも）
長女。御火布津流の炎術使い。元ヤンキーで、『火布瀬の紅夜叉伝説』なる物騒な逸話を残している。姉妹の両親は仕事ですでに亡くなっており、妹たちの保護者である。その妹たちをはじめ、女性にはかなり甘い。反面、男相手には拳や炎が飛ぶのが当たり前で、「修行」と称して優夜をしごいている。炎術以外に体術も得意で、優夜を軽く叩きのめす実力者。明羽（あきば）神社の巫女であるが、あまり真面目に仕事をしているようにはみえない。優夜は彼女の生き様を『ゲゲゲの鬼太郎』の主題歌に例えていた。大の野球ファンで、試合のある日は修行にさえ出てこない。その言葉はかなりSで、品のない発言が多い。
高倉 美空（たかくら みそら）
次女（双子の姉）。優夜とはクラスメイト。炎術使いになるには体が弱く、また本人も望んでいなかった。姉や妹とは異なり内向的な性格で、セリフに「…」がつくことが多い。優夜に対して（出会いはあまり良好ではなかったようだが）最初から友好的に接していた。基本的に男性恐怖症気味なところがあるようだが、優夜だけは別らしく、その態度を美風に心配されている。家事全般に秀でており、高倉家の台所を預かる。スタイルもたいへん女らしい。優夜いわく「天然無添加の巫女さん」。普段はおっとりした性格だが、優夜にデートを申しこむなど積極的なところもあり、彼と美風がとある接触をしてしまったことを聞いた後には優夜が恐れるほどの迫力をみせており、やはり彩雲の妹であると彼を納得させている。お酒にはあまり強くはなく、しかも酔っぱらうと正体を失う。
物語終盤で正体が明らかになる。
高倉 美風（たかくら みかぜ）
三女（双子の妹）でポニーテールが特徴。優夜とはクラスメイトで弓道部所属。学業は優秀で平均は90点ほど。もともと傲慢な御火速霊を嫌っており、出会いも最悪（下着ドロ＆痴漢と思って襲いかかったところ、帯を切られてパンツを見られた）だったため、以来、欲望をだだ漏れさせる優夜を変態と認定して鉄拳制裁を加えている。ただし、早とちりで墓穴を掘ることも多い。
幼い頃に美空とともに御火速霊の子どもたちに苛められた経験から、美空を守れるよう強くなりたいと思っている。また、そのとき助けてくれた男の子が優夜ではないかと思ってしまう自分に苦悶している。炎術の才能はまったくなかったが、それをおぎなうために夢影天心流の弓術を学ぶなど努力家である。格闘その他についてはかなりの実力者で、リンゴを片手で粉砕する等、荒業をみせていた。優夜曰く「火布瀬の前田光世（コンデ・コマ）」。美空と違って家事は苦手で、フライパンに油を一本丸ごと投入したり、部屋に充満した小麦粉で粉塵爆発を起こした過去があるらしい。優夜が風邪を引いた際には、イモリの粉末入りお粥を食べさせた。
渡辺 久貴（わたなべ ひさたか）
優夜のクラスメイトで通称「ナベキュウ」、あるいは「キュウちゃん」。女性以外には呼ばれたくないらしいが、作中この愛称で彼のことを呼んでいた女性は睦美だけである（「キュウちゃん」にいたっては皆無）。いわゆるパパラッチ野郎で、女の子の写真を撮るのに目がない。エロよりもチラが好きである。優夜らの正体を知ってからもきさくに話しかけてくるあたり、かなり度胸は据わっている。また優夜の攻撃で吹っ飛んでも数行先では復活するあたり、耐久力も相当なものである。校内のブラックリストの上位を飾る問題児であるが、成績は極めてよく、友情には篤い面もある。
山梨 睦美（やまなし むつみ）
優夜のクラスメイトで、美空・美風の「自称」悪友。実際に仲は悪くないが、気ままな睦美に姉妹が振り回されているといった感が強い。とある大会社の令嬢で、グループ企業には暴力団も含まれており、ヤクザの人が平身低頭していた。性格的にはかなりあけすけで、優夜を相手にとある秘め事を話そうとして「精神的露出狂」と言われていた。どう考えても怪しげなお札（15,800円）を考えもなしにネットで購入するなど、金銭感覚もいい加減である。友人思いな面があり、優夜らが悩んでいるときにはよく後押しをしていた。勉強は苦手で、ネット購入した「学力アップする数珠」（20,000円）の梵字入りクリスタルパワーで乗り切ろうとして（失敗して）いた。
高千穂 唯子（たかちほ ゆいこ）
御火速霊流の炎術使い。優夜の幼馴染で、優夜のことを「ユウくん」と呼ぶ。髪が赤みがかっているのは、「リトアニアだかエストニア」の魔女の血が流れているため。優秀な炎術使いで、優夜いわく「オレ＝三歳児」「唯子＝ヘビー級ボクサー」。得意技は炎の翼から大量の炎を発射して絨毯爆撃を浴びせる『双翼紅扇陣』。なお、この翼は優夜への突っ込みに使用されることもある。子どものときから優夜を使いまわしていて、「不倶戴天の敵」と思われているが、それらの過去は唯子のなかではかなり美化されており、自称「許嫁」。もっとも、彼女が優夜を狙っているのは、「美ヶ速」の名前が欲しいためである。普段の態度はエラそうだが、かなり純情なところもあり、睦美にビキニ水着を突き付けられたときには赤面していた。
烏丸 匤摩（からすまる きょうま）
夢影天心流先代頭首の孫。春の日中に階段を上っただけで倒れてしまうほどの虚弱体質なヤサ男。美風にぞっこんで、彼女を京都に連れ戻すために婚約者（ということにされた）優夜と決闘する。妖刀『七式』の使い手。優夜の卑怯な手段によって敗戦した。
町田センパイ （まちだ）
弓道部の部長で、美風に日常の楽しさを教えてくれた、感謝すべき憧れの先輩である。2巻での彼の引っ越し（と転校）が騒動を引き起こす。
坂本 佳奈子（さかもと かなこ）
高校1年生。『うつがみさま』に取り憑かれて、気力を失っていた。優夜に落としてもらう。命の危険にさらされた状態で、「う〜ん。ムニャムニャ。もう食べられない〜」というベタな寝言を言って、優夜を絶叫させていた。
柚葉 （ゆづは）
強力な力を持った妖狐で、見た目は非常に美しい女性である。スタイルも抜群。明羽神社とは昔から縁があり、「根棲」の退治を依頼しに来る。高等妖怪らしく悪知恵も働き、優夜は多く食わされていた。

## 用語解説
御火速霊流（みかはやひ りゅう）
悪霊や妖怪を炎術で退治する退魔使の一族。現当主は優夜の父（作中未登場）で、その実力は「瞬き一つ分の時間でダース単位の人間を蒸発させ」るほど。優夜は常に彼の寝首をかこうと企んでいる。様々な炎術を使う一族で、退魔使のなかでも実力は抜きんでており、「もし敵対するなら遺言を書いて、生命保険に加入すること」といわれている。通称「歩く溶鉱炉」「人間型の巡航ミサイル」など。大火力で相手を『潰す』ための焔である。
その反面、「無意味にエラソウ」で、「火力とは力。力とは正義。すなわち正義とは火力と見つけたりぃぃぃ〜！」という集団（優夜いわく、「頭の弱そ〜な三段論法」）。ほかの退魔使からたいへんに嫌われている。とくに御火布津流との関係は「シベリアの永久凍土よりも冷え切っている」。また、御火速霊の人間であっても全員が「御火速」の姓を名乗れるわけではなく、ごく一部に人間に限られている。
御火布津流（みかふつ りゅう）
退魔使の一派で炎術使い。高倉姉妹が所属する流派である。大火力での殲滅戦を得意とする御火速霊に対して、御火布津は室内戦・暗殺など、近接での戦闘を得意としている。火力を収束して『断つ』炎術。炎を白炎の刃に変える『御雷』（みかづち）がその代表。絶対的な火力は御火速霊と比較すればかなり低いが、それも修行や才能によりけりで、彩雲クラスになれば並の御火速霊では相手にならない。優夜の印象では、「アニキ」たちよりも強いとのこと。
夢影天心流（むきょうてんしん りゅう）
京都を本拠地とする退魔使の一族。弓矢を使った技を得意としており、糸を結んだ矢の動きをコントロールする『打羽』（うちは）、また糸なしで完全なコントロールをおこなう『木羽』（このは）などの技がある。しかし、この頭首の一族である匤摩が日本刀を振り回していたり、修行した美風がテコンドーをはじめ、格闘技を連発してみせたりと、謎の多い流派である。優夜いわく「ジックリと調べてみる必要がある」とのこと。
七式（しちしき）
匤摩の手で作られた「平成の妖刀」。刀に呪力を送り、共感することで剣豪レベルの実力を手にする。刃は落としてあるが、霊力こみの状態なら岩でも切断する。
うつがみさま
火布瀬限定の妖怪で、人に取り憑いて無気力にさせる。力の弱い妖怪だが、取り憑いた人間に隠れることができるので、退治するのはそれなりに困難。
根棲（ねずみ）
いわゆるネズミではない。土地や農作物を荒らす地霊の一種で、個々の戦闘能力はたいしたものではないが、数百匹単位で行動しているので退治は厄介。気配も感じにくいが、天敵である妖狐には察知されてしまう。普段は根の国に住んでおり、地上へ通じる穴を掘って進出を狙っている。人に化けることも可能で、リーダーとおぼしきハクは美しい女性の容姿をしており、優夜は誘惑されていた（ので、美風に機銃掃射のような蹴りを食らった）。柚葉によれば学力をアップさせる文殊の宝珠を所有しており、赤点寸前の試験に頭を抱えた優夜はこれにつられてしまう。
カグヤヒメ
『竹取物語』などに登場するかぐや姫は表の民話で、その実態という設定。「カグヤ」とは「神の火矢」で、神をも殺すことのできる強大な火力を秘めた矢のことを指し、それを具現化することのできる巫女を「カグヤヒメ」という。その火力は無尽蔵で、人間のかなう相手ではない。優夜の父でさえも太刀打ちできない。ただし、神の武器を具現化するというのは人間の器ではなく、無理に使えば本人も命を失う。

## 既刊一覧
- 一色銀河（著）・ゆい（イラスト）、メディアワークス〈電撃文庫〉、全4巻
  1. 2004年10月10日発売[1]、ISBN 978-4840228374
  2. 2005年6月10日発売[2]、ISBN 978-4840230803
  3. 2006年2月10日発売[3]、ISBN 978-4840230803
  4. 2006年11月10日発売[4]、ISBN 978-4840236126